# Chikkabilithi, Channarayapatna
Chikkabilithi là một làng thuộc tehsil Channarayapatna, huyện Hassan, bang Karnataka, Ấn Độ.